# Xylocopa hirsutissima
Xylocopa hirsutissima är en biart som beskrevs av Maidl 1912. Xylocopa hirsutissima ingår i släktet snickarbin, och familjen långtungebin. Inga underarter finns listade i Catalogue of Life.